# Boophis septentrionalis
Boophis septentrionalis е вид жаба от семейство Mantellidae.

## Разпространение
Видът е разпространен в Мадагаскар.